# Knut Lindelöf
Knut Lindelöf, född 19 maj 1945, är en svensk före detta lärare och biträdande rektor, skoldebattör och redaktör för elektroniska medier.

## Biografi
Lindelöf var en av initiativtagarna till Kunskapsrörelsen 1979. Från ett demokratiskt vänsterperspektiv hävdar Knut Lindelöf att traditionell undervisning och betyg i en sammanhållen likvärdig skola behövs för att ge elever från lägre socioekonomiska klasser någorlunda lika möjligheter som socioekonomiskt gynnade elever. Parallellskolesystemet som fanns i Sveriges före grundskolan avvisar Knut Lindelöf.
Knut Lindelöfs bok Grundskola på grund: Scener ur en mellanstadielärares vardag från 1986 rekommenderades för alla skolintresserade av Svenska Dagbladets recensent Margareta Zetterström. I boken skriver Knut Lindelöf bland annat
- att solidaritet, helhetssyn och elevdemokrati är falska honnörsord;
- att blockämnen, temaarbeten, projektarbeten, lärarlag, elevråd och andra nyheter som följer av de falska honnörsorden gör skolan sämre;
- att det saknas centrala regler och kunskapskrav;
- att lärare diskuterar metoder, organiserar och går på möten så att undervisningen blir lidande;
- att dessa strukturfel gör det möjligt för svaga elever och lärare att smita undan och gömma sig bakom gruppen; och
- att skolan blir socialt skiktad eftersom elever från högre klasser kan tillgodogöra sig mer kunskap.[4][3]

I stället ville han se betyg från lågstadiet (som han satte i sin klass i strid mot gällande förordningar), och att endast elever med godkänt i alla ämnen skulle flyttas upp. Han skrev att han i början av sin lärarbana på 70‑talet försökt arbeta i den nya förment progressiva andan, men att han snart lärde av äldre lärarkolleger att sätta kunskaperna i centrum och att blanda många olika arbetssätt och metoder.
I boken Tack för idag, slut för idag hävdar Knut Lindelöf att grundskolans fundamentala idé – likvärdig skola för alla – har övergivits, och ett parallellskolesystem införts i praktiken. Hans bok Kunskapsrörelsen: Larmet gick redan 1979 visar enligt Anders Björnsson hur Kunskapsrörelsen självförvållat blev isolerad genom splittring och hätsk polemik, och att debatten om ”skolans kris” är betydligt äldre än 2000‑talets skoldebatt.
Knut Lindelöf var fram till 2021 redaktör för den elektroniska upplagan av Folket i Bild/Kulturfront. Han driver sedan 2006 webbsajten "lindelof.nu".